# Storhån (Tännäs socken, Härjedalen, 691325-135440)
Storhån är en sjö i Härjedalens kommun i Härjedalen och ingår i Ljusnans huvudavrinningsområde. Sjön har en area på 0,112 kvadratkilometer och ligger 697 meter över havet. Sjön avvattnas av vattendraget Rånden.

## Delavrinningsområde
Storhån ingår i det delavrinningsområde (691298-135414) som SMHI kallar för Inloppet i Rannsjön. Medelhöjden är 766 meter över havet och ytan är 45,57 kvadratkilometer. Räknas de 11 avrinningsområdena uppströms in blir den ackumulerade arean 113 kvadratkilometer. Rånden som avvattnar avrinningsområdet har biflödesordning 2, vilket innebär att vattnet flödar genom totalt 2 vattendrag innan det når havet efter 331 kilometer. Avrinningsområdet består mestadels av skog (88 procent). Avrinningsområdet har 0,18 kvadratkilometer vattenytor vilket ger det en sjöprocent på 0,4 procent.